# Perdita incana
Perdita incana är en biart som beskrevs av Timberlake 1958. Perdita incana ingår i släktet Perdita och familjen grävbin. Inga underarter finns listade i Catalogue of Life.